# 菩提寺 (安城市)
菩提寺（ぼだいじ）は、愛知県安城市桜井町にある浄土宗鎮西派の寺院。山号は桜井山。

## 由緒
大永元年（1521年）、堪誉直道がこの地で草庵を建立したのが始まりとされる。その後、桜井城主であった松平信定により伽藍が整備され、桜井松平家の菩提寺として桜井山菩提寺と称した。境内には桜井松平家歴代の墓がある。明治の初めに善光寺如来を奉持し、本堂の隣に善光寺堂がある。
　

## ギャラリー

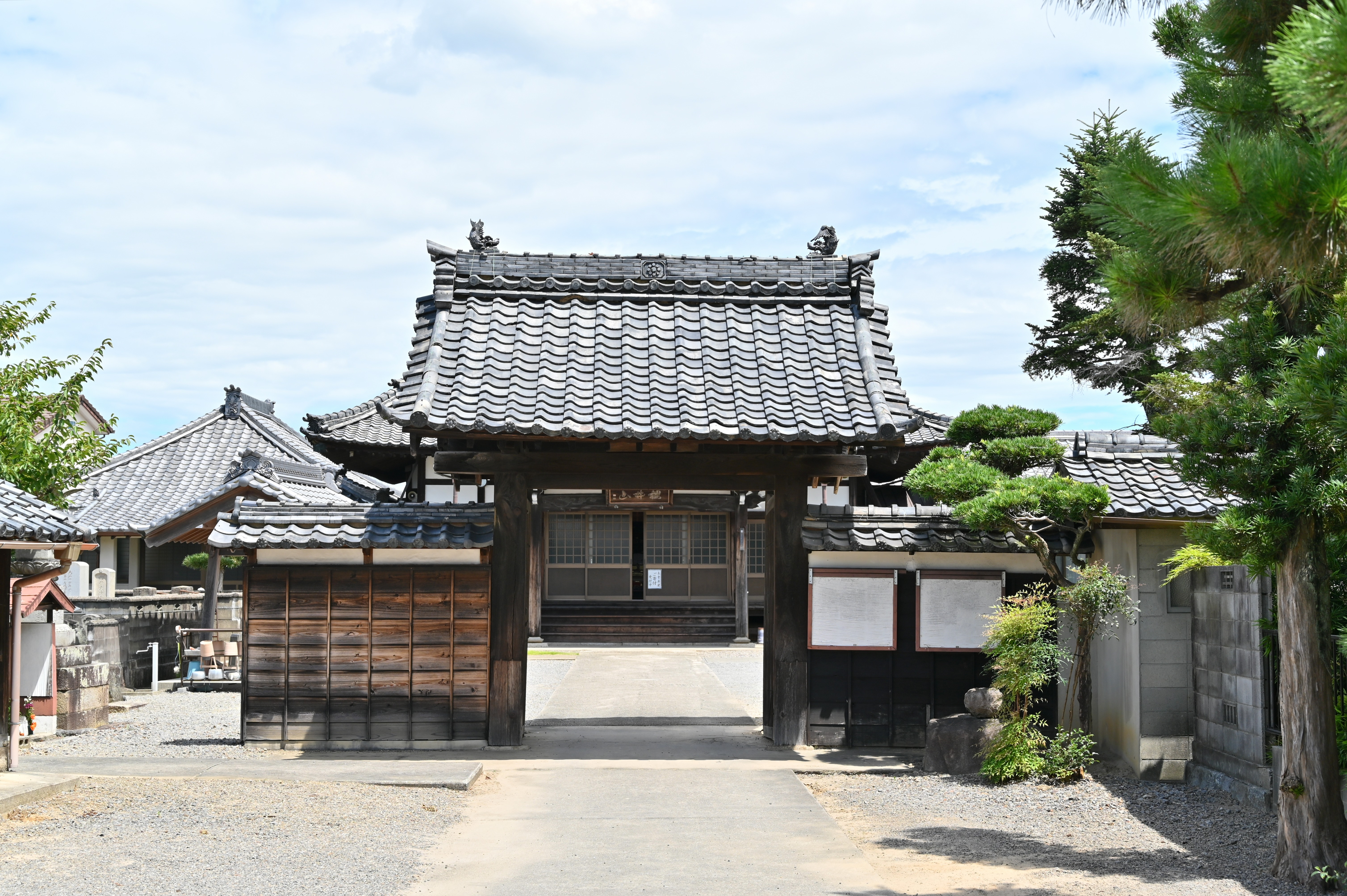
山門
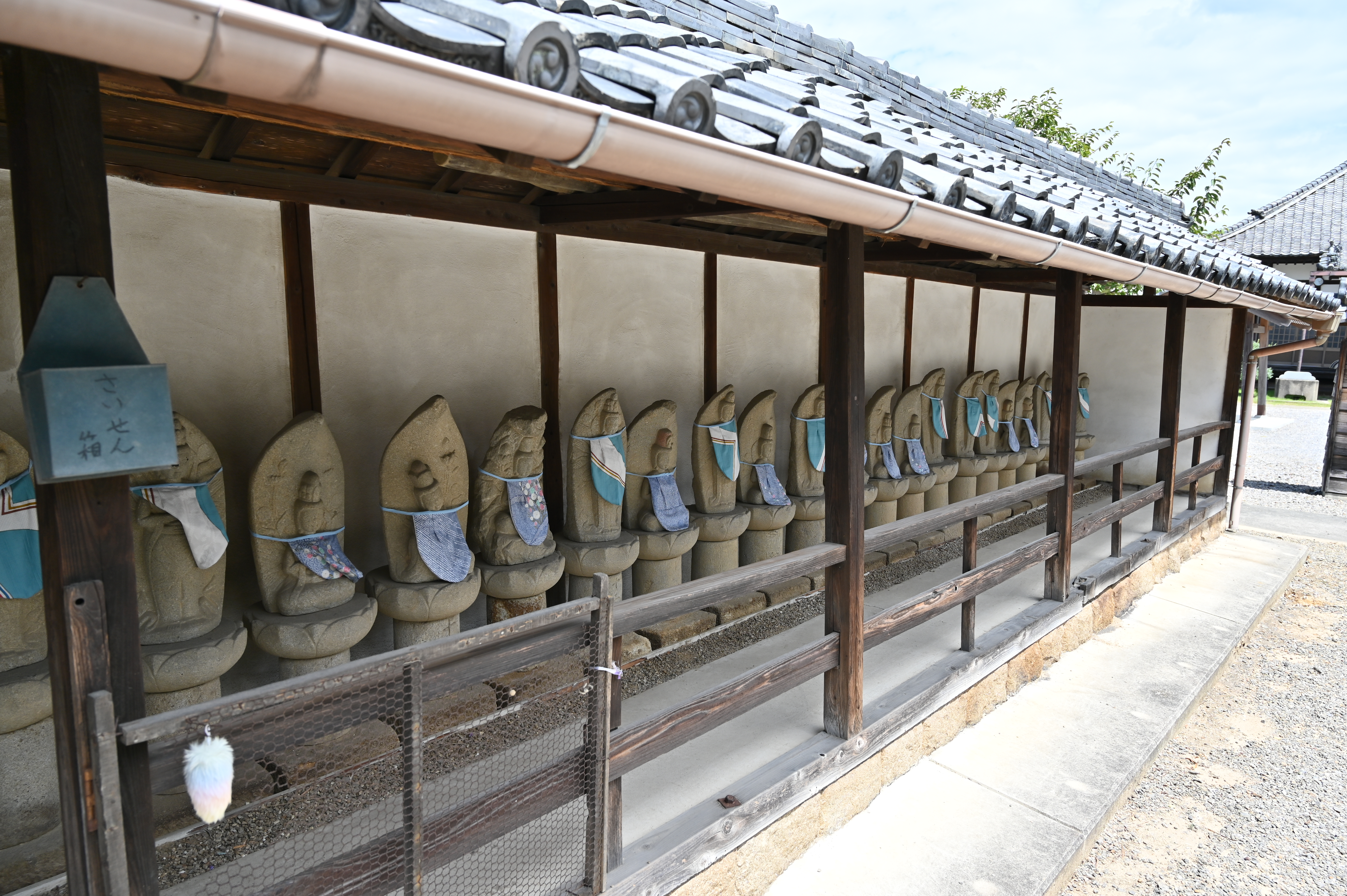
三十三観音堂
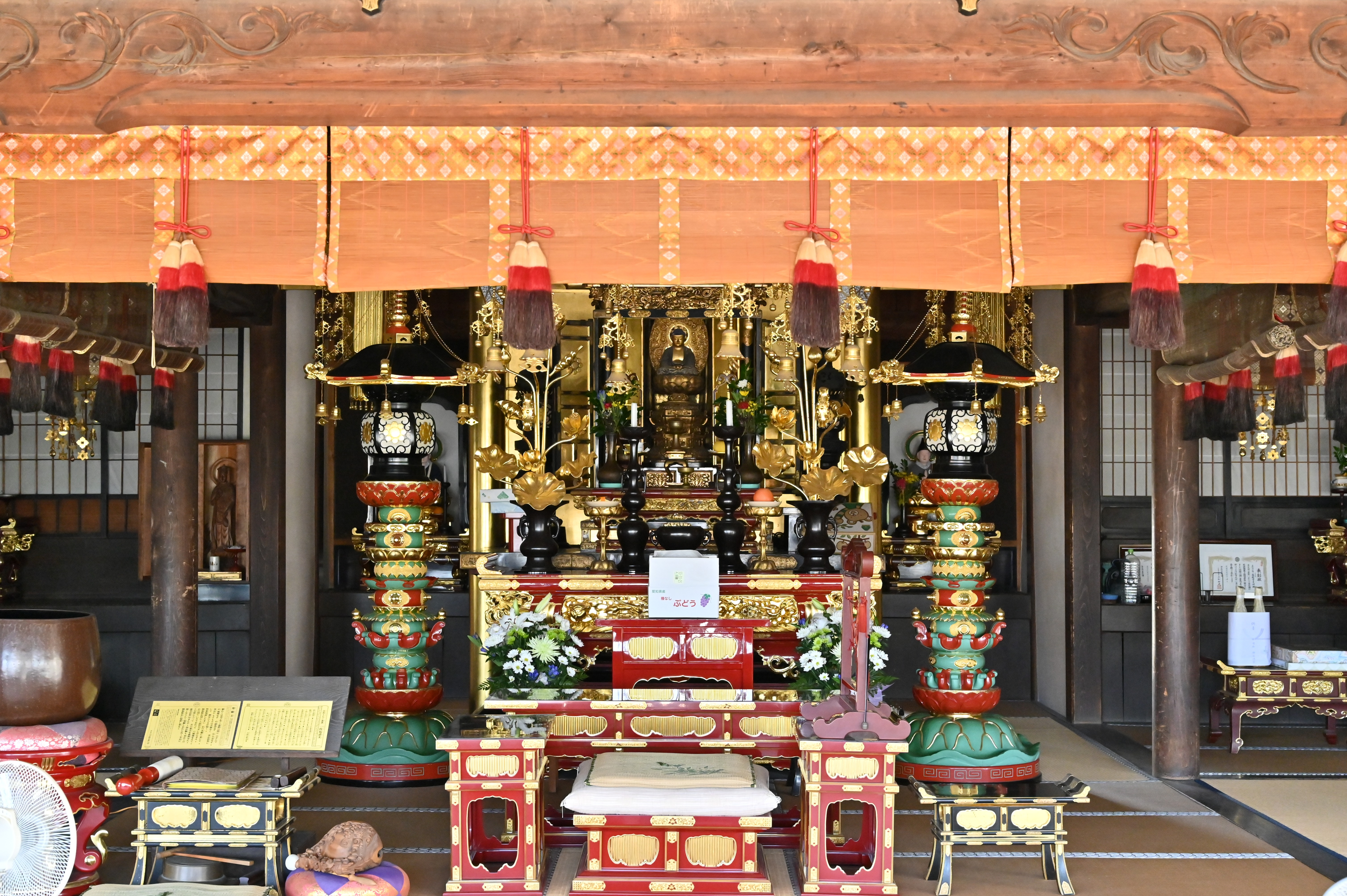
本堂内陣
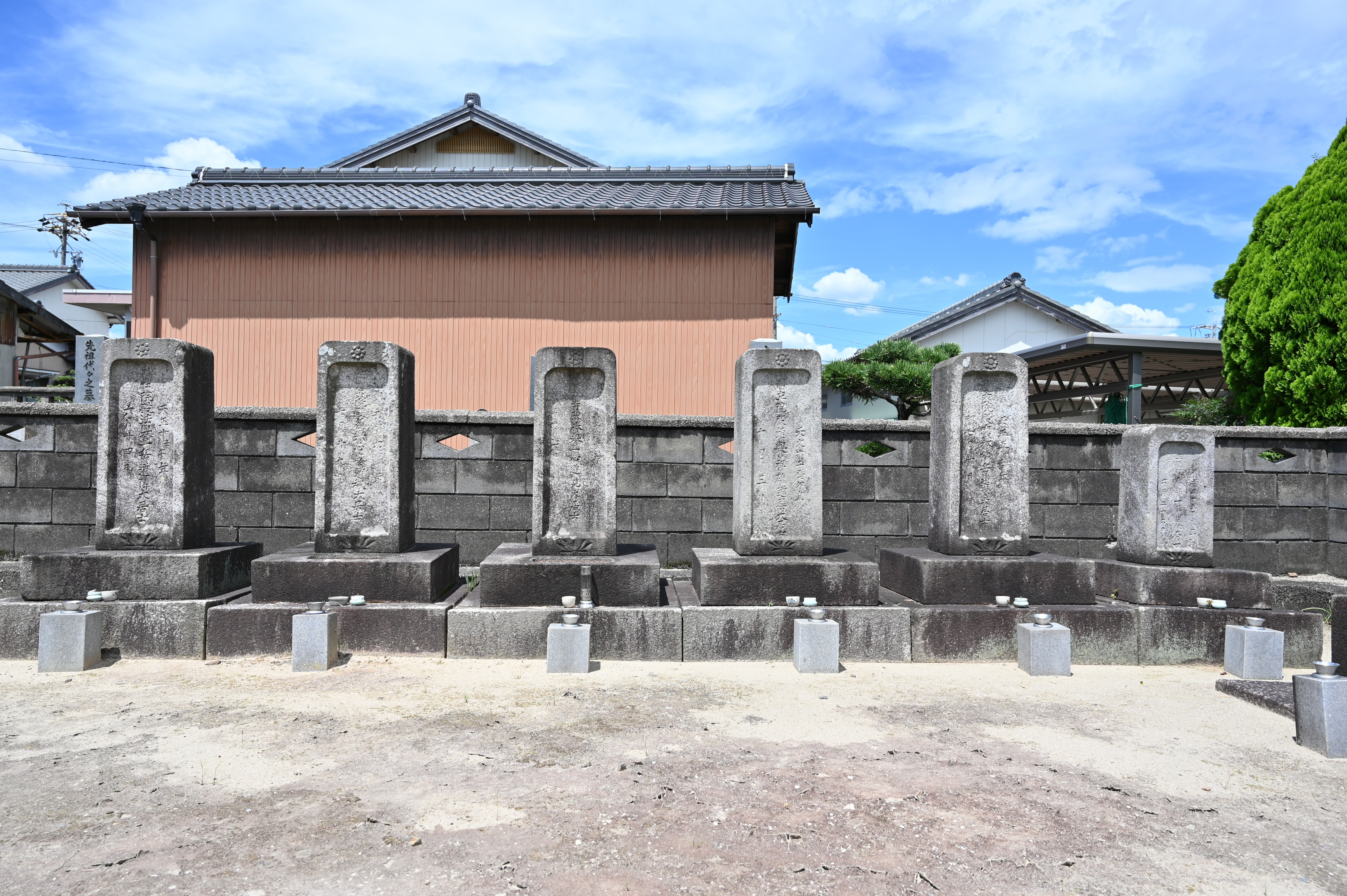
桜井松平家歴代の墓所。左から5代忠吉、3代家次、初代信定、2代清定、4代忠正、家次三男忠廣。